# 岩村清一
岩村 清一（いわむら せいいち、1889年〈明治22年〉9月14日 - 1970年〈昭和45年〉2月9日）は、日本の海軍軍人。最終階級は海軍中将。

## 略歴
東京府芝区（現・東京都港区）出身。1889年（明治22年）9月14日、岩村定高（初代三重県令：現在の知事）の子として生まれる。
旧制東京府立第一中学校より海軍兵学校第37期入校。入校時成績順位は180名中第54位、卒業時成績順位は179名中第8位。その後、海軍大学校甲種19期を29名中首席で卒業。
岩村の妻は高木八尺東大教授の妹。 評論家・医学博士の加藤周一は大甥。
岩村の同期に、井上成美海軍大将、小沢治三郎、草鹿任一、浮田秀彦、小松輝久、桑原虎雄、桑折英三郎、大川内伝七海軍中将、岩下保太郎海軍少将などがいる。
岩村はイギリスと中国情勢とに明るく、また軍政軍令勤務を均等に経験するなどバランスがとれた海軍軍人であった。
殊に、第一次世界大戦中に於ける岩村自身のヨーロッパでの見聞や、ロンドン軍縮会議全権随員を務めた経験から、対英米戦わずとの信念を固め、軍令部権限拡充問題では権限拡充反対に固執した井上軍務局第1課長に同情的態度だったと伝えられている。
ロンドン軍縮条約失効直後に海軍省艦政本部勤務となり軍備拡張に奔走した。
岩村は1943年（昭和18年）に第2南遣艦隊司令長官に親補されたが、艦隊司令部が設置されたアンボンに於いて、一般兵士が現地一般住民に対し起こした事件が原因で任を解かれ、翌年予備役に編入された。
晩年は東京都世田谷区代沢(池ノ上駅)に於いて静かな余生を過ごしたという。

## 人物像
井上は海軍兵学校同期では岩村と岩下と仲が良く最も信頼をおいた人物だったという。岩村は太平洋戦争敗因の原因の1つにファイリングシステムの不備を指摘。カナタイプライター普及に尽力した。

## 年譜
- 1889年（明治22年）9月14日 - 東京府芝区（現在の東京都港区）生
- 1906年（明治39年）11月24日 - 海軍兵学校入校 入校時成績順位180名中第54位
- 1909年（明治42年）
  - 11月19日 - 海軍兵学校卒業 卒業時成績順位179名中第8位・任 海軍少尉候補生・2等巡洋艦「宗谷」乗組・練習艦隊近海航海出発 大連~仁川~鎮海~佐世保~鹿児島~津方面巡航
  - 12月29日 - 帰着
- 1910年（明治43年）
  - 2月1日 - 練習艦隊遠洋航海出発 マニラ~アンボイナ~パーム島~タウンズビル~ブリスベーン~シドニー~フリーマントル~バタヴィア~シンガポール~香港~馬公~基隆~元山~大湊方面巡航
  - 7月3日 - 帰着
  - 12月1日 - 巡洋戦艦「伊吹」乗組
  - 12月15日 - 任 海軍少尉
- 1912年（明治45年）
  - 4月24日 - 海軍砲術学校普通科学生
  - （大正元年）12月1日 - 任 海軍中尉
- 1913年（大正2年）
  - 4月1日 - 装甲巡洋艦「浅間」乗組 少尉候補生指導官附
  - 4月20日 - 練習艦隊遠洋航海出発 ホノルル~ヒロ~サンペドロ（San Pedro）~サンフランシスコ~バンクーバー~ヴィクトリア~タコマ~シアトル~函館~青森方面巡航 
  - 8月1日 - 帰着
- 1915年（大正4年）
  - 3月18日 - イギリス出張
  - 12月13日 - 任 海軍大尉
- 1916年（大正5年）12月1日 - 海軍大学校乙種学生
- 1917年（大正6年）
  - 5月1日 - 海軍水雷学校高等科第16期学生
  - 11月30日 - 海軍水雷学校高等科修了
- 1918年（大正7年）9月10日 - 第2特務艦隊参謀
- 1919年（大正8年）12月1日 - 海軍大学校甲種第19期学生
- 1921年（大正10年）
  - 11月30日 - 海軍大学校甲種卒業 卒業時成績順位29名中首席
  - 12月1日- 任 海軍少佐・2等駆逐艦「楡」艦長
- 1922年（大正11年）5月15日 - 海軍省副官兼海軍大臣秘書官
- 1924年（大正13年）4月21日 - イギリス駐在
- 1925年（大正14年）
  - 6月1日 - 在イギリス日本大使館附海軍駐在武官府補佐官
  - 12月1日 - 任 海軍中佐
- 1926年（大正15年）
  - 5月1日 - 帰朝
  - 12月1日 - 海軍軍令部参謀
- 1928年（昭和3年）11月15日 - 第1遣外艦隊先任参謀
- 1929年（昭和4年）
  - 11月12日 - ロンドン軍縮会議全権随員
  - 11月30日 - 任 海軍大佐
- 1931年（昭和6年）
  - 5月15日 - 軽巡洋艦「矢矧」艦長
  - 12月1日 - 軽巡洋艦「阿武隈」艦長
- 1932年（昭和7年）12月1日 - 海軍省先任副官
- 1934年（昭和9年）11月15日 - 戦艦「扶桑」艦長
- 1935年（昭和10年）
  - 11月15日 - 任 海軍少将
  - 12月2日 - 第3艦隊参謀長
- 1936年（昭和11年）11月16日 - 横須賀鎮守府参謀長
- 1937年（昭和12年）12月1日 - 海軍艦政本部総務部長
- 1939年（昭和14年）
  - 10月26日 - 在中華民国日本大使館附海軍駐在武官兼上海在勤武官
  - 11月15日 - 任 海軍中将
- 1940年（昭和15年）
  - 4月29日 - 勲一等瑞宝章受章
  - 11月4日 - 勲一等旭日大綬章受章
  - 11月15日 - 第2戦隊司令官
- 1941年（昭和16年）9月18日 - 海軍艦政本部長兼将官会議議員
- 1943年（昭和18年）
  - 4月15日 - 第2南遣艦隊司令長官
  - 9月3日 - 軍令部出仕
- 1944年（昭和19年）
  - 3月15日 - 待命
  - 3月20日 - 予備役編入
  - 6月1日 - 安田保善社理事
- 1945年（昭和20年）10月1日 - 安田保善社理事辞任
- 1947年（昭和22年）11月28日 - 公職追放仮指定[1]
- 1950年（昭和25年）4月1日 - 日本事務能率協会理事長
- 1970年（昭和45年）2月9日 - 死去 享年80

## 栄典
- 1916年（大正5年）1月21日 - 正七位[2]

## 主要著述物
- 「日本とイギリスの民主政治」河出書房(1953年)
- 「日本生産性の基盤」河出書房(1955年)
- 「第二次産業革命と国字問題」一橋書房(1956年)
- 「国家と事務と生産性」(1～3) 機関誌水交・第83～85号(1960年)
- 「生産性とこれからの実務用字」日本生産性本部(1966年)